# Basketball Nymburk
O ČEZ Basketball Nymburk é um clube profissional de basquetebol checo sediado na cidade de Nymburk, República Checa que atualmente disputa a Liga Checa. Foi fundado em 1930 e manda seus jogos no Sportovní centrum que possui capacidade de 2.000 espectadores, para partidas com previsão de públicos maiores manda seus jogos na Tipsport Arena com capacidade de 11.650 espectadores.

## Títulos
- 19x  Ligas checas: :2004, 2005, 2006, 2007, 2008, 2009, 2010, 2011, 2012, 2013, 2014, 2015, 2016, 2017, 2018, 2019, 2020, 2021, 2022
- 11x  Copas da República Checa:  :2004, 2005, 2007, 2008, 2009, 2010, 2011, 2012, 2013, 2014, 2015